# Østrigsk fyr
Østrigsk fyr (Pinus nigra subsp. nigra) er et op til 25 m højt træ med en meget tæt krone, som er regelmæssig i ungdommen, men uregelmæssig senere. Østrigsk fyr er en underart til sortfyr. Lange nåle er et godt kendetegn. Træet er i Danmark hyppig i plantager.

## Beskrivelse
Stammen er kraftig og gennemgående til toppen. grenene er svære og vandrette med opstigende spidser. Barken er først gulbrun og ru, men den bliver hurtigt gråsort og skællet. Til sidst er barken koksgrå med dybe, lyse furer. Knopperne er kegleformede og gulbrune, ofte dækket af tynde, hvide skæl.
Nålene sidder parvis på små kortskud, som igen sidder spredt langs langskuddet. Nålene er 9-16 cm lange, stive og stikkende. Farven er rent mørkegrøn. Blomstringen finder sted i juni. Hunblomsterne bliver til ret store, lysebrune kogler, der er regelmæssigt ægformede. Frøene modner godt og spirer villigt.
Rodnettet består af dybtgående hovedrødder med tæt forgrening og af et overfladisk netværk af finrødder.
Højde x bredde og årlig tilvækst: 20 × 10 m (30 × 20 cm/år).

## Voksested
Østrigsk fyr optræder på kalkbund i egne med ringe nedbør i Østrig og på Balkan. Her findes den sammen med bl.a. akselrøn, bøg, liguster, avnbøg, finnet blærenød, kirsebærkornel, navr, rundbladet bærmispel, sort dværgmispel og tarmvridrøn.
I Danmark er arten almindeligt plantet i plantager, især på Djursland og på Øerne.
En frøkilde kaldet "Sonnerup" findes i Sommerup skov, Odsherred Statsskovdistrikt.

## Anvendelse
Den kræver meget lys og trives bedst på veldrænet, gerne tør og noget kalkholdig jord. Den er tørketålende, hårdfør, tåler vind og salt og klarer sig meget godt i kystzoner langs de indre farvande og på bakker. Den konkurrerer kraftigt om lys og vand med nabotræer. Østrigsk fyr er velegnet til læplantninger og som spredt indblanding i den indre del af vildtplantninger samt til skovbryn. Den tåler kun beskæring i de helt unge år, men kan som ældre stammes op.
Østrigsk fyr rammes – hårdt – af Fyrrens sprækkesvamp i fugtig og stillestående luft.
| Portal | Portal:Botanik |